# 朴趾源
朴趾源（박지원，1737年—1805年2月5日），字仲美，號燕石，本貫潘南朴氏，朝鮮王朝後期文学家，朝鲜实学北学派的代表人。谥号文度公。祖父是朴弼均。他的一家在當時的朝鮮是名門世臣。曾于清朝乾隆年间出遊中国，并以此为素材著有《热河日记》，弟子有朴齊家、柳得恭、李德懋等人。
朴趾源一生著述甚丰，但他的著作受禁，许多佚失不传，除《热河日记》外，还有书函、墓志铭、诗等，一并收入《燕岩集》。:137

## 生平
朴趾源在英祖十三年（1737年）出生于朝鲜汉阳名门贵族，是世称“冠冕大族”的两班潘南朴氏的次子。他自幼父母双亡，由他的祖父朴弼均抚养成人。朴趾源十六岁时与全州李氏成亲，并开始师从时任弘文馆校理的实学家、妻叔李亮天，十九岁时开始在文坛崭露头角。他与洪大容交往甚笃，学习了天文、地理等西方自然科学。他年轻时对科举不感兴趣，而是潜心于经世要务、天文地理。朴趾源三十多岁的时候，已经成为硕儒，是“四家诗人”（李德懋、柳得恭、朴齐家、李书九）的老师:245-246:162:378-379。 
1777年，朴趾源因遭到洪国荣等当权者的迫害，曾隐居黄海道金川郡燕岩峡，他的号由此而来:1259。期间，他还广泛研究农耕和畜牧方法:162。1780年6月，朴趾源跟随朝鲜祝贺清乾隆皇帝七十寿辰的赴清使节团正使他的堂兄朴明源，越过鸭绿江到中国清朝北京、热河等地，又于同年10月末回到汉阳。回国后，他撰写了长篇纪行作品《热河日记》，记录他在中国的57天见闻。《热河日记》共26卷，有25万字:1368。
1786年，朴趾源才进入仕途，任缮工监监役的小职，53岁时普升为司仆寺主薄，翌年迁任义禁府都事、齐陵判官。55岁时移任汉城府判官，后任安义县监。正祖十六年（1792年），奎章阁直阁南宫哲在其对策里引用了《热河日记》中的小说原文，遭到正祖的指责。当时正祖推行复古主义文化政策，鼓吹醇情文学，批评南宫哲受朴趾源非醇情文学影响。是年，正祖发起“文体反正”运动，命非醇情的首要人物进自讼文即悔过书谢罪，否则将以重罪治之。迫于压力，朴趾源致书谢过。60岁那年，朴趾源暂离仕途，第二年归仕，任沔川郡守，64岁时升任襄阳府使:136。
65岁时，他把自己所著的《课农小抄》、《按税》、《限民名田议》呈现给正祖，得到夸奖。纯祖即位后，他即辞官隐退，4年后在汉阳病逝:246:162。1906年，他被朝鲜纯宗封谥号为“文度公”:1259。

## 思想
被朝鲜一直视为夷狄的女真灭亡明朝建立清朝后，深受中国儒家思想熏陶的朝鲜士大夫以“小中华”自居，视清朝为蛮夷，不齿于交往，拒绝接受清朝文化，文化孤立倾向愈发严重。一些“尊明攘夷”的保守派（义理派）甚至提出“北伐论”，宣言胡无百年之运:64。以洪大容、朴趾源和朴齐家为代表的北学派对此进行了批评，并提出“北学中国”。朴趾源提出了“近夷狄而师之”的观点，认为只要利国利民，只要其制度先进，就应该向夷狄学习。他说：“利用然后可以厚生，厚生然后正其德矣。不能利其用而能厚其生，鲜矣。生既不足以自厚，则亦恶能正其德乎？”:139-140不过，朴趾源主张学习中国并不是盲目照搬中国的一切事物，而是以批判的眼光加以区分哪些是该学的哪些是不该学的。比如他在《热河日记》中对中国的车制、砖制、畜牧业、工商贸易等他认为朝鲜落后于中国的地方进行了详细的记述，并与朝鲜事物对比，找出提高的方法，但对清朝女人裹足等一些中国制度风俗等则进行了批评:149。

### 批判思想

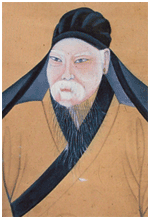
朴趾源画像

朴趾源的实学思想有着强烈的批评现实精神:257。当时的朝鲜社会分为士大夫（阀阅、士）和庶民（农、工、商）两个阶层:102。士族贵，庶民贱。朴趾源极力反对这种封建身份制度。他认为人和人是平等的，没有尊卑贵贱之分，并提出了推翻士与庶民的上下关系的“新四民论”，主张按四民的各种职能实现四民皆劳。在其所著的《拟请疏通疏》中，他还对嫡庶差别进行了严厉的抨击:150-151。
在他所创作的《马驵传》、《虞裳传》、《两班传》等小说作品中，朴趾源对两班进行了辛辣的讽刺，而对下层平民的高尚品德则进行赞美:152-153。他还主张以劳动作为评价道德的标准。在其所著小说《秽德先生传》中，他对掏粪夫的劳动大为赞扬，说：“繇是观之，洁者不洁，而秽者不秽耳。”朴趾源还是一位女权主义者，他批评封建礼教对女性的摧残，宣传女性解放。他所作的《烈女咸阳朴氏传》通过描写一位终身守寡的老妇人的痛苦一生和一位刚举行婚礼便成为寡妇的少妇朴氏守寡三年自杀的悲剧，对烈女不嫁二夫、改嫁子孙勿叙正职等封建礼教进行了抨击:159-160。此外，朴趾源还是位无神论者，他反对一切宗教和封建迷信，不相信天的意旨和造物主的存在，认为天主教和佛教都是荒唐的:187-189。

### 发展工商贸易
朝鲜工商业在朴趾源的时代已经显示出明确的致富社会功能，但是从事工商业在封建等级制度禁锢的社会，却被认为是卑贱的工作:136。工商在“四民”（士、农、工、商）中地位是最低的。为此，朴趾源提出了农工商贾各有其学的思想，为工商活动正名。他认为农工商贾也是圣人之学，而且继世传习积累了千百年，有无比丰富的“利用厚生”的实用实学财富。因此士“必从‘农工商贾’之事即‘明农、通商、惠工’做起”。在重视发展工商业的同时，朴趾源还倡导发展海外贸易。其发展工商贸易的思想是有深刻时代指向的，也是他“利用厚生”实学精神的实质所在:169-170。

### 货币改革
1678年朝鲜铸造常平通宝后，金属货币的流通促进了商品货币经济的发展，同时也加大了社会的贫富差距。货币都被集中到少数官僚两班地主和宫房衙门手中，出现了广大人民不仅没有货币而且无法获得货币的“钱荒”。由于朝鲜货币铸造不多，流通不太广，钱荒问题在16世纪末至18世纪初并不十分严重。但到18世纪中叶以后，朝鲜政府大量铸造货币，货币经济已经很发达并渗透到农村，使农民破产，钱荒便成了严重的社会问题。当时许多人认为货币破坏了社会经济和道德秩序，并主张废止行钱。实学家李瀷也曾建议废止货币，恢复粟布。:171-172
朴趾源认为主张废止行钱的人只看到了货币流通的弊害，而没有看到货币是经济生活不可缺少的流通手段的积极一面。他认为货币贵，物价就低，货币过多，物价就高。朝鲜政府为弥补财政，八都、两都、统营都都乱铸货币，造成物价日益高涨。朴趾源不但指出政府滥发货币是所谓货币之弊的原因，还对自称财赋论者的钱贵物随之贵的论调进行了抨击，并提出新旧钱并用，提高货币质量，整顿货币流通秩序，把国内生产的银货改良成与铜钱并行使用于法货的构想。他同时反对朝鲜政府打算通过译官从中国进口铜钱的计划，认为此举不仅不能解决钱荒问题，还会使国内物价上涨，而且让出入中国的“象译辈”从中赚差价。他还反对将贵金属随意输出国外，减少入燕使团的人数，以减轻国家和人民的财政负担。朴趾源的货币改革，稳定物价，保持货币价值，严禁银钱外流的主张很符合当时朝鲜的国情，因此有着积极的意义。:171-177

### 限田主张
朴趾源所在时期，朝鲜土地兼并严重，地主阶层不断壮大，而农民却日益贫困。在他担任沔川郡守期间，他计算了下自己所管辖的耕地面积、户数和人口，发现即使将耕地平均地分配给农民，即使农民对农事都很精通，也很勤劳，但在当时的制度下，农民交纳高额地租、苛捐杂税等费用后，依然所剩无几。因此，农民被迫离开土地，四处流浪。:177-178
在其所著的有关土地政策的论文《限民名田议》，朴趾源提出了限制土地占用面积的“限民名田”改革方案，即规定从某年某月起，不得占有一定限度以上的土地。在规定的时间之前，政府对多占有的土地不加追究，而且可以把多占的土地分给自己的子孙。但隐瞒或在公布规定之后，如果多占土地就会收到严惩。朴趾源认为通过此举，“不数十年而国中之田可均”。此外，他还主张军营设置农场，让士兵参加农业生产，以减轻国家和农民的负担。由于长期以来土地境界混乱，重新测量需要很多时间，因此他认为限民名田比井田要容易实施，而且也不失井田的平等原则。:177-178
当然，朴趾源的土地改革方案也是有局限的。他虽然对失去土地的农民表示深深的同情，但他并没有提出使失去土地的农民重新获得土地的方法。在当时的条件下，无论怎么样限制每人土地的占有量，贫农还是没有能力购买土地的。即使每个农民都分得一份土地，但高额的地租和苛捐杂税也使农民无法支撑生活。:179
朴趾源还倡导发展农业生产力。在其所著的《课农小抄》中，他结合文献和农民的经验以及自己的观察，叙述和概况了中国和朝鲜自古以来的农业生产经营法，包含了几乎所有的农业问题，形成了农业大百科全书的体系。其内容主要包括诸家总论、授时、占候、田制、农具、耕垦、粪壤、水利、择种、播谷、锄治等。此外，他还重视合理利用自然和改造自然，有效地利用水和火等自然现象规律。:180

## 主要作品

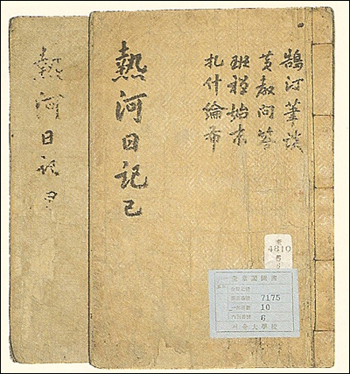
朴趾源名著《热河日记》

《热河日记》是朴趾源创作的一部大型纪行文学作品，内容包括中国的政治、地理、历史、文化、科技等方方面，涉及西方文明与科技，在当时的朝鲜引起轰动。柳得恭在《古芸堂笔记·热河日记》中说：“著日记二十卷，嬉笑怒骂，杂以寓言。其《象记》、《虎叱》等篇，极恢奇。一时士大夫传写借看，数年而未已。”:1278朴趾源反对盲目推崇中国文化，并倡导“朝鲜风”。《燕岩集·卷7·婴处稿序》中写道：“今懋官，朝鲜人也。 ……虽谓之朝鲜风可也。” :159。
朴趾源在朝鲜文学上最大的贡献是他的短篇小说。他的小说创作可以分为三个阶段。第一阶段是从青年时代到1769年在黄海道燕岩峡避居为止。在这一阶段，他创作了小说集《放璚阁外传》，其中收录有《广文传》（1754年）、《马驵传》（1755年）、《秽德先生传》（1755年）、《闵翁传》（1757年）、《两班传》（1764年前）、《金神仙传》（1765年）、《虞裳传》（年代不详）、《易学大盗传》（1766年）、《风山学者传》（1788年）。其中《两班传》是朴趾源的代表作。第二个阶段是他随堂兄去燕京到回国创作《热河日记》为止。《热河日记》中载有他的《虎叱》和《许生传》两部代表作。第三阶段是他担任地方官时期。他在此期间创作了《烈女咸阳朴氏传》。:1259-1275
朴趾源的文学创作体裁丰富，除了小说外，还有政论、随笔、旅行记等。在他担任地方官期间，朴趾源创作了些阐述和实践其实学思想的政论文， 包括主张平分土地的《限民名田伦》，提倡改革农业技术的《课农小抄》，反对身份等级的《拟请疏通疏》，和救济平民的《论赈政书》等。反映其美学思想的众多书信和序文也是在这一时期完成的。:1275

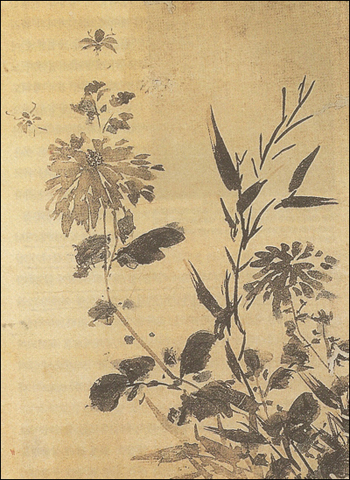
朴趾源的墨竹圖

## 评价
金泽荣在《朴燕岩先生传》中评价他说：“先生魁颜貌，意气轩豁磊落。自少时，已不肯碌碌，为时文以干有司。”朝鲜纯宗曾称赞他：“文章经济，卓越一世”。:1259

## 家庭
- 祖父：朴弼均
- 父親：朴師愈
- 長子：朴宗儀
- 次子：朴宗采